# Masada al-Mujahideen
Masada al-Mujahideen (del árabe: مأسدة المجاهدين) fue una organización terrorista palestina asociada con Al Qaeda que operaba dentro de la Franja de Gaza.

## Historia
El grupo se hizo conocido tras publicar un vídeo en línea que los mostraba arrojando un explosivo sobre el asentamiento israelí de Sderot. Esto provocó que laFuerza Aérea israelí llevara a cabo ataques aéreos contra Masada al-Mujahideen en la Franja de Gaza. Tras los enfrentamientos contra las Fuerzas de Defensa de Israel, otro grupo yihadista de la Franja de Gaza, Jaysh al-Ummah (también conocido como el Ejército de la Umma), comenzó a luchar contra Masada al-Muhahideen debido a la desaprobación por sus actividades. Más tarde en el año, Masada al-Mujahideen estableció un ala mediática  propagandística llamada llamada Riah, que inicialmente operó en Google+ hasta que su cuenta fue eliminada. Luego, el grupo trasladó sus operaciones en Facebook,  donde creó elogios para Osama bin Laden,  Attiya Allah,  y Abu Yahya al-Libi.

## Ataques en Israel
Un par de meses después del atentado, Masada al-Mujahideen amenazó con nuevas "operaciones" en Israel. Más tarde ese día, se atribuyeron la responsabilidad de un incendio en un tren en Haifa. Unos días después, también se atribuyeron la responsabilidad del incendio de un [[buque de carga] en Eilat. En julio de 2011, se atribuyeron la responsabilidad de un incendio forestal en Jerusalén y del incendio de Alfei Menashe.
En octubre de 2011, asumieron la responsabilidad de múltiples ataques incendiarios en Israel.  En noviembre de 2011, se atribuyeron la responsabilidad de un ataque incendiario a una fábrica química propiedad del gobierno israelí,, y en diciembre, se atribuyeron la responsabilidad de un ataque incendiario a un centro industrial. 
En 2012, se atribuyeron la responsabilidad de un ataque incendiario en Be'er Ya'akov e incendiaron una base militar en Ashkelon, propiedad de las Fuerzas de Defensa de Israel. Más tarde ese mes, se atribuyeron la responsabilidad de un ataque incendiario en una fábrica de aviones en Haifa y un incendio residencial en la misma ciudad. En mayo de 2012, en el norte de Israel, se atribuyeron la responsabilidad de una serie de incendios y ataques incendiarios, incluidos algunos en los Altos del Golán. Al día siguiente, también se atribuyeron la responsabilidad de ataques con fuego contra guardias de las FDI.

### Ataques en Palestina y contra Hamas
Un mes después del incendio del buque de carga, Masada al-Mujahideen atacó a los milicianos de la Organización para la Liberación de Palestina después de que Palestina iniciara negociaciones territoriales con Israel. El grupo también comenzó a realizar ataques leves contra Hamás en respuesta a su trato a los prisioneros de guerra y detenidos regulares. En 2012, Masada al-Mujahideen acusó a Hamás de ser responsable de la muerte del líder yihadista salafista Abu al-Walid al-Maqdisi y posteriormente amenazó y llevó a cabo ataques contra Hamás.

### Incendios forestales en Arizona e incendios forestales en Nevada
En 2012, Masada al-Mujahideen intentó reivindicar los incendios forestales de Nevada, pero su afirmación fue posteriormente refutada. En 2013, durante uno de los incendios forestales de Arizona, Masada al-Mujahideen se atribuyó la responsabilidad con la declaración: "Masada al-Mujahideen cumplió su promesa y volvió a atacar a Estados Unidos tras la expiración del período con incendios que lograron resultados históricos". También celebraron la muerte de 19 bomberos que intentaban apagar el incendio forestal. Sin embargo, las autoridades locales de Arizona rechazaron la afirmación de la organización.